# قلعه‌چه (ایلی‌سو)
قلعه‌چه (به لاتین: Galacha) یک برج نظامی در شهر ایلی‌سو در جمهوری آذربایجان است.